# Compartimentació (servei d'intel·ligència)
En assumptes relacionats amb la intel·ligència militar, tant del sector públic como privat, la compartimentació d'informació dona a entendre que hi ha un limitat accés a determinada informació per a persones que han de saber directament aquesta confidència per a dur a terme certes feines.
El principi bàsic per a la compartimentació és que si molt poques persones coneixen els detalls d'una assignació o comès, el risc o probabilitat que aquesta informació pugui ser compromesa o que caigui en mans de l'oposició es redueix. Així doncs, existeixen diversos nivells d'autorització dins de les organitzacions (en aquest cas, les agències d'intel·ligència). Això no obstant, encara que algú tingui l'autorització més alta, certa informació imposada a determinats documents com a "Eyes Only" o "Només per a ser llegit" poden estar restringits per a determinats operadors, inclosos els de rang inferior.
En l'administració d'intel·ligència, els oficials creuen que és útil mantindre una estreta vigilància sobre els "mètodes i fonts" d'informació per a poder evitar la revelació de les persones implicades i les seves activitats, vides dels quals poden estar en perill si tal informació veiés la llum o si caigués en mans de l'oposició.